# كول أوف ديوتي: وورزون موبايل

لقطة شاشة من اللعبة

كول أوف ديوتي: وورزون موبايل (بالإنجليزية: Call of Duty: Warzone Mobile)‏ هي لعبة هاتف محمول مجانية من نوع تصويب منظور الشخص الأول، طُورت بواسطة أكتيفيجن شنغهاي، بينوكس، ديجيتال ليجيندس انترتايمنت وسوليد ستايت ستوديوز، ونُشرت بواسطة شركة أكتيفجن. صدرت اللعبة لنظامي التشغيل آي أو إس وأندرويد في 21 مارس 2024.
تلقت النسخة الجديدة من سلسلة كول أوف ديوتي مراجعات إيجابية بشكل عام من قبل النقاد، فلقد أُطلقت بمراجعات مختلفة على أندرويد ولكن بمراجعات إيجابية على آي أو إس. حققت اللعبة 1.4 مليون دولار من الإنفاق الاستهلاكي بعد 4 أيام فقط من إطلاقها.

## وصلات خارجية
- الموقع الرسمي